# Lekkoatletyka na Letnich Igrzyskach Olimpijskich 1960 – pchnięcie kulą kobiet
Pchnięcie kulą kobiet – jedna z konkurencji lekkoatletycznych rozgrywanych podczas igrzysk olimpijskich w Rzymie.
Obrończynią tytułu mistrzowskiego z 1956 roku była zawodniczka ze Związku Radzieckiego Tamara Tyszkiewicz. W konkursie zwyciężyła inna reprezentantka ZSRR Tamara Press, która na tych igrzyskach zdobyła również srebrny medal w rzucie dyskiem. W finale ustanowiła nowy rekord olimpijski z wynikiem 17,32 m.
W zawodach wzięło udział 18 zawodniczek.

## Terminarz
Wszystkie godziny podane są w czasie (CEST).
| Etap       | Data            | Godzina rozpoczęcia |
| ---------- | --------------- | ------------------- |
| Eliminacje | 2 września 1960 | 9:30                |
| Finał      | 2 września 1960 | 16:40               |

## Rekordy
Tabela uwzględnia rekordy uzyskane przed rozpoczęciem zawodów.

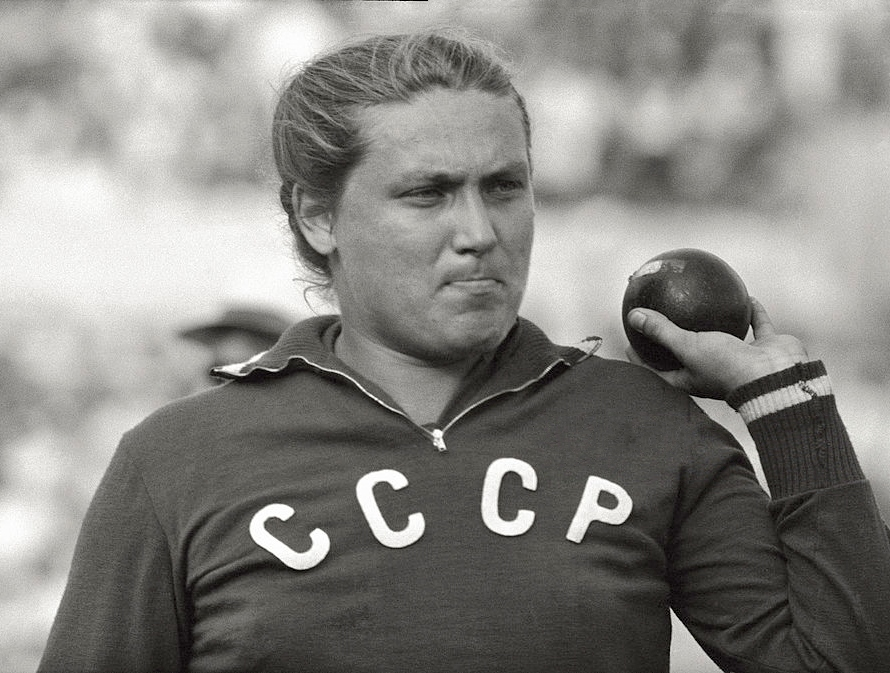
Tamara Press

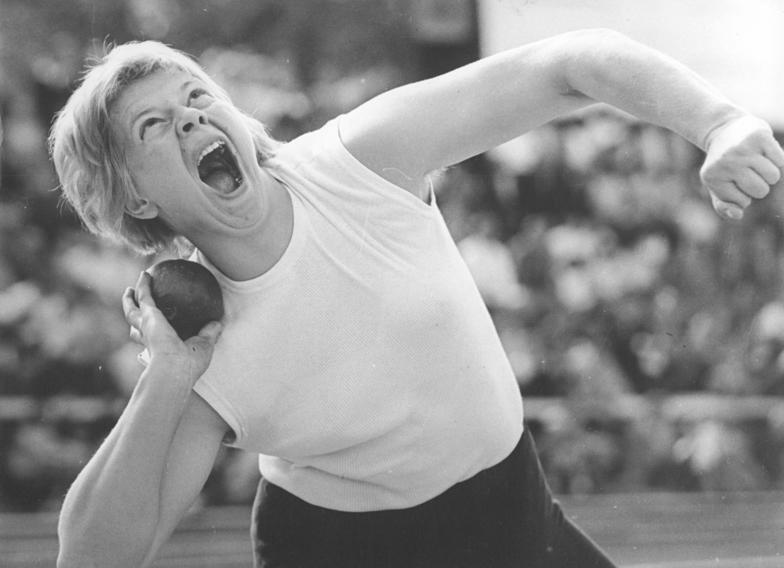
Johanna Lüttge

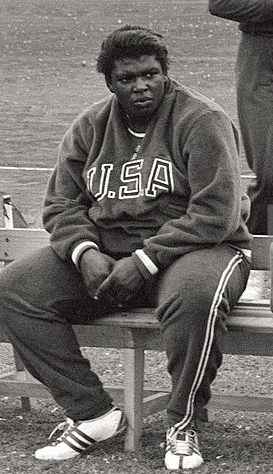
Earlene Brown

|                   | Zawodniczka        | Wynik | Miejsce   | Data              |
| ----------------- | ------------------ | ----- | --------- | ----------------- |
| Rekord świata     | Tamara Press       | 17,78 | Moskwa    | 13 sierpnia 1960  |
| Rekord olimpijski | Tamara Tyszkiewicz | 16,59 | Melbourne | 30 listopada 1956 |

## Wyniki

### Kwalifikacje
Minimum kwalifikacyjne wynosiło 14,50 m.
| Poz. | Zawodniczka        | Reprezentacja     | Próby | Próby | Próby | Wynik | Uwagi |
| Poz. | Zawodniczka        | Reprezentacja     | 1     | 2     | 3     | Wynik | Uwagi |
| ---- | ------------------ | ----------------- | ----- | ----- | ----- | ----- | ----- |
| 1.   | Earlene Brown      | Stany Zjednoczone | 16,15 | –     | –     | 16,15 | Q     |
| 2.   | Valerie Sloper     | Nowa Zelandia     | 16,07 | –     | –     | 16,07 | Q     |
| 3.   | Tamara Press       | ZSRR              | 13,23 | 16,00 | –     | 16,00 | Q     |
| 4.   | Wilfriede Hoffmann | Niemcy            | 15,84 | –     | –     | 15,84 | Q     |
| 5.   | Renate Boy         | Niemcy            | 15,78 | –     | –     | 15,78 | Q     |
| 6.   | Johanna Lüttge     | Niemcy            | 15,51 | –     | –     | 15,51 | Q     |
| 7.   | Zinaida Dojnikowa  | ZSRR              | 15,10 | –     | –     | 15,10 | Q     |
| 8.   | Galina Zybina      | ZSRR              | 15,03 | –     | –     | 15,03 | Q     |
| 9.   | Jadwiga Klimaj     | Polska            | x     | x     | 14,85 | 14,85 | Q     |
| 10.  | Milena Usenik      | Jugosławia        | 14,20 | 14,74 | –     | 14,74 | Q     |
| 11.  | Věra Černá         | Czechosłowacja    | 14,51 | –     | –     | 14,51 | Q     |
| 12.  | Eugenia Rusin      | Polska            | 14,28 | 14,50 | –     | 14,50 | Q     |
| 13.  | Lidija Szaramowicz | Bułgaria          | 14,06 | 14,09 | x     | 14,09 |       |
| 14.  | Cwetanka Krystewa  | Bułgaria          | 13,66 | 13,99 | x     | 13,99 |       |
| 15.  | Yasuko Matsuda     | Japonia           | 13,51 | 12,56 | 12,99 | 13,51 |       |
| 16.  | Suzanne Farmer     | Wielka Brytania   | 12,03 | 13,10 | x     | 13,10 |       |
| 17.  | Ayala Hetzroni     | Izrael            | 12,59 | 12,59 | –     | 12,59 |       |
| 18.  | Wu Jin-yun         | Tajwan            | 11,53 | 11,42 | 11,76 | 11,76 |       |

### Finał
| Poz. | Zawodniczka        | Reprezentacja     | Próby | Próby | Próby | Próby | Próby | Próby | Wynik | Uwagi |
| Poz. | Zawodniczka        | Reprezentacja     | 1     | 2     | 3     | 4     | 5     | 6     | Wynik | Uwagi |
| ---- | ------------------ | ----------------- | ----- | ----- | ----- | ----- | ----- | ----- | ----- | ----- |
| 01 ! | Tamara Press       | ZSRR              | 16,08 | 17,32 | 16,40 | 16,19 | 16,20 | 16,14 | 17,32 | [ 1 ] |
| 02 ! | Johanna Lüttge     | Niemcy            | 16,21 | 16,59 | 15,74 | 15,20 | 15,40 | 16,61 | 16,61 |       |
| 03 ! | Earlene Brown      | Stany Zjednoczone | 15,73 | 16,34 | 16,07 | 15,80 | 15,95 | 16,42 | 16,42 |       |
| 4.   | Valerie Sloper     | Nowa Zelandia     | 16,11 | 16,26 | 15,72 | 16,39 | 16,21 | 16,07 | 16,39 |       |
| 5.   | Zinaida Dojnikowa  | ZSRR              | x     | 15,72 | 15,40 | 15,65 | 16,13 | 15,52 | 16,13 |       |
| 6.   | Renate Boy         | Niemcy            | 15,61 | 15,94 | 15,40 | 15,07 | 15,20 | 15,60 | 15,94 |       |
| 7.   | Galina Zybina      | ZSRR              | 13,82 | 15,56 | 15,27 | NQ    | NQ    | NQ    | 15,56 |       |
| 8.   | Wilfriede Hoffmann | Niemcy            | 14,87 | 14,75 | 15,14 | NQ    | NQ    | NQ    | 15,14 |       |
| 9.   | Věra Černá         | Czechosłowacja    | 15,06 | 14,29 | x     | NQ    | NQ    | NQ    | 15,06 |       |
| 10.  | Jadwiga Klimaj     | Polska            | 14,06 | 14,66 | 13,78 | NQ    | NQ    | NQ    | 14,66 |       |
| 11.  | Eugenia Rusin      | Polska            | x     | 14,55 | 14,18 | NQ    | NQ    | NQ    | 14,55 |       |
| 12.  | Milena Usenik      | Jugosławia        | 14,19 | 14,12 | 14,11 | NQ    | NQ    | NQ    | 14,19 |       |